# Paul Lipke
Paul Lipke (Erfurt, 30 giugno 1870 – Osterburg, 8 marzo 1955) è stato uno scacchista e avvocato tedesco.
Dopo essersi diplomato al liceo di Halle nel 1892, si laureò in legge all'Università di Halle e nel 1897 divenne praticante legale. Ha poi lavorato come avvocato a Halle e Stendal. Nel 1909 trasferì il suo studio legale a Osterburg, una ventina di chilometri a nord di Stendal.

## Carriera
Imparò a giocare a scacchi a circa 14 anni. Diventò membro di circolo di scacchi di Magdeburgo e già nel 1889 si classificò 5°/6° con Ignaz von Popiel nel torneo principale di Breslavia (Hauptturnier), vinto da Emanuel Lasker. Il suo primo grande successo fu la vittoria nel torneo principale di Dresda nel 1892, che, secondo le regole della Federazione scacchistica tedesca, gli valse il titolo di Maestro e il diritto a partecipare ai tornei internazionali.
Il più grande successo di Lipke fu però il secondo posto nel torneo internazionale di Lipsia nel 1894, dietro a Siegbert Tarrasch ma davanti a giocatori come Richard Teichmann e Joseph Blackburne.
Nel 1896 disputò un match contro Johann Berger a Eisenach, che terminò in pareggio (+1 –1 =5).
Nel grande torneo di Vienna 1898 (Kaiser Jubiläumsturnier) si classificò 8°-9° con Géza Maróczy tra 19 partecipanti (il torneo fu vinto da Tarrasch dopo uno spareggio contro Pillsbury, seguito da Janowski e Steinitz).
Nel 1898, insieme a Johann Berger, fu direttore della rivista Deutsche Schachzeitung. Dal 1909 fu anche editore della rivista Deutsche Schachblätter di Coburgo.
Nei primi anni del Novecento smise di partecipare a tornei importanti ma rimase attivo nei circoli di scacchi. 
Nel 1927 fu co-fondatore del circolo scacchistico di Osterburg, che esistette fino alla seconda guerra mondiale. Ha preso parte alla vita scacchistica di Osterburg fino in età avanzata.
Lipke era anche un forte giocatore alla cieca (giocò fino a 10 partite in simultanea alla cieca).
Secondo una valutazione di Chessmetrics, nel decennio 1890-1900 Lipke è stato uno dei cinque migliori giocatori al mondo, con un Elo virtuale di 2725 punti.

## Partite notevoli
Alcune partite di Paul Lipke (su chessgames.com):
- Lipke – Tarrasch, Lipsia 1894:  Partita di donna D00 (1-0)
- Lipke – Schlechter, Lipsia 1894:  Partita d'alfiere C23 (1-0)
- Janovski – Lipke, Vienna 1898:  Spagnola var. berlinese C67 (0-1)
- Halprin – Lipke, Vienna 1898:  Gambetto di re rifiutato 2...Cf6 (1-0)
- Tarrasch – Lipke, Vienna 1898:  Difesa siciliana B30 (½-½)